# Deuxième République (Corée du Sud)
Pour les articles homonymes, voir Deuxième République.
1960–1961
Entités précédentes :
- Première République

Entités suivantes :
- Corée du Sud (Conseil suprême pour la reconstruction nationale)

La Deuxième République était le gouvernement de la Corée du Sud d'avril 1960 à mai 1961.
La deuxième république a été fondée lors des manifestations de masse de la révolution d'Avril contre le président Syngman Rhee, succédant à la première république et établissant un gouvernement parlementaire dirigé par le président Yun Bo-seon et le premier ministre Chang Myon. La Deuxième République a mis fin à l'autoritarisme et à la répression de Rhee, a formé une démocratie libérale et a formulé les premiers plans quinquennaux pour développer l'économie négligée. L'échec de la Deuxième République à améliorer les problèmes politiques et économiques de la Corée du Sud a conduit à l'instabilité et, après treize mois, elle a été renversée par l'armée sud-coréenne lors du coup d'État du 16 mai dirigé par Park Chung-hee. La deuxième république a été remplacée par un gouvernement militaire provisoire sous le Conseil suprême pour la reconstruction nationale, menant à la Troisième République. 
La Deuxième République de courte durée était le seul gouvernement sous un système parlementaire dans l'histoire de la Corée.

## Proclamation
La Première République existait depuis 1948 sous le président Syngman Rhee, qui était largement considéré comme corrompu et un dictateur qui a abusé de ses pouvoirs présidentiels pour maintenir son pouvoir et son copinage. Bien que la Première République soit officiellement une démocratie représentative, Rhee a adopté une position fortement anticommuniste et a utilisé la menace du communisme pour adopter une politique de répression sévère contre toute opposition politique. La tolérance de Rhee et de son gouvernement dominé par le Parti libéral a décliné du milieu à la fin des années 1950, alors que le public sud-coréen était de plus en plus mécontent de la répression et du développement économique et social limité. En avril 1960, Rhee a été renversé par des manifestations généralisées connues sous le nom de « révolution d'Avril » en réponse à la découverte d'un lycéen assassiné par la police lors de manifestations contre Rhee et d'élections truquées en mars.
Après la chute de Rhee, le pouvoir a été brièvement détenu par un gouvernement intérimaire dirigé par Heo Jeong en tant que Premier ministre jusqu'à ce qu'une nouvelle élection parlementaire ait eu lieu le 29 juillet 1960.
La Deuxième République fonctionnait sous un système parlementaire, avec le Premier ministre de la Corée du Sud à la tête du gouvernement et le président de la Corée du Sud à la tête de l'État. En raison des nombreux abus de pouvoir de Rhee, le pouvoir du président a été considérablement réduit, au point qu'il était effectivement une figure de proue. Il a été élu par les deux chambres de la législature. Le vrai pouvoir était dévolu au Premier ministre, qui était élu par l'Assemblée nationale. La Deuxième République a été le premier et le seul exemple du gouvernement sud-coréen à utiliser un système parlementaire au lieu d'un système présidentiel ou semi-présidentiel.
Le Parti démocrate, qui était dans l'opposition pendant la Première République, accède facilement au pouvoir ; L'ancien adversaire de Rhee, Chang Myon, est devenu Premier ministre. La nouvelle législature était bicamérale, avec la Chambre des représentants comme chambre basse et la Chambre des conseillers comme chambre haute.[1] Yun Bo-seon a été élu deuxième président de la Corée du Sud le 13 août 1960. Le vrai pouvoir appartenait désormais au Premier ministre et au cabinet, tous deux élus par l'Assemblée nationale.

## Politique

### Liberté
La Deuxième République a abrogé les sévères restrictions à l'expression politique qui étaient en place sous le régime de Rhee, et en conséquence, la liberté est revenue et une augmentation de l'activité politique. Une grande partie de cette activité provenait de groupes de gauche et d'étudiants, qui avaient joué un rôle déterminant dans le renversement de la Première République. L'adhésion aux syndicats et l'activité ont augmenté rapidement au cours des derniers mois de 1960. Les estimations suggèrent qu'environ 2 000 manifestations ont eu lieu pendant huit mois de la Seconde République.
Sous la pression de la gauche, le gouvernement Chang a procédé à une série de purges de responsables militaires et policiers qui avaient été impliqués dans des activités antidémocratiques ou de corruption pendant la Première République. Une loi spéciale à cet effet a été adoptée le 31 octobre 1960. Environ 40 000 personnes ont été mises en examen; parmi eux, plus de 2 200 fonctionnaires et 4 000 policiers ont été purgés. De plus, le gouvernement a envisagé de réduire la taille de l'armée sud-coréenne de 100 000, bien que ce plan ait été abandonné. 

### Relations étrangères
Le gouvernement de Chang a repris les négociations pour la normalisation des relations diplomatiques entre la Corée et le Japon, qui n'avaient pas progressé sous le régime Rhee qui existait depuis la fin de la domination japonaise. La Deuxième République a établi des relations diplomatiques avec de nombreux nouveaux pays, avec Sohn Won-yil, le premier ambassadeur en Allemagne de l'Ouest, assistant aux cérémonies d'indépendance du Cameroun, du Togo, de la Guinée, du Mali, du Nigeria et du Maroc.

## Dissolution
La Deuxième République a souffert de nombreux problèmes politiques, économiques et sociaux à la fois nouveaux et hérités de la Première République. Le fait de ne pas traiter correctement les problèmes a provoqué une croissance de l'instabilité politique, car les combats entre factions au sein du Parti démocrate, combinés à l'activité croissante des groupes d'opposition et d'activistes, ont conduit à un effondrement de la politique sud-coréenne.